# Anfotero (figlio di Alcmeone)
Anfotero (in greco antico: Ἀμφότερoς?, Amphòteros) è un personaggio della mitologia greca, figlio di Alcmeone e della sua seconda moglie Calliroe e fratello di Acarnano.

## Mitologia
Il padre Alcmeone rimase ucciso per mano dei figli di Fegeo, poiché questi aveva scoperto il tentativo d'inganno e ordinato di punire l'ospite. Calliroe, allora, pregò perché i due figli divenissero adulti al più presto. Zeus esaudì il desiderio e così i due poterono vendicare l'omicidio del padre uccidendo i figli di Fegeo (Pronoo ed Agenore) che incontrarono mentre erano diretti Delfi. Poi, raggiunta Psofi uccisero anche Fegeo e sua moglie.
Inseguiti, Anfotero ed Acarnano ripararono a Tegea dove furono messi in salvo dagli abitanti del posto ed infine proseguirono il viaggio fino all'Epiro, terra dove infine si stabilirono.

### Fonti primarie
- Ovidio, Metamorfosi, IX, 413-417;

### Fonti secondarie
- Anna Ferrari, Dizionario di mitologia, Litopres, UTET, 2006, ISBN 88-02-07481-X.
- Anna Maria Carassiti, Dizionario di mitologia classica, Roma, Newton, 2005, ISBN 88-8289-539-4.